# Sonate
En sonate er et musikstykke i sædvanligvis 3 eller 4 satser for et eller to instrumenter. Den mest almindelige sonate er klaversonaten, som er skrevet kun for klaver, men violinsonate eller cellosonate er også ret almindeligt. En violinsonate er for violin akkompagneret af klaver, en cellosonate er for cello og klaver etc.

## Historie
Sonaten blev kendt fra starten af det 17. århundrede, hvor formen var det instrumentale modstykke til den i tiden så udbredte kantate, et sangstykke.
I barokken var en sonate almindeligvis bygget op med 1-3 soloinstrumenter ledsaget af generalbas. Den var en videreudvikling af canzone francese.
Kirkesonater (italiensk: sonata da chiesa) blev normalt spillet af to violiner med generalbas – den såkaldte triosonate. Det var en musikform, der var beregnet på opførelse i kirker. En af de store komponister af kirkesonater var Arcangelo Corelli.
Kammersonaten (italiensk: sonata da camera) var en form, der blev spillet i musikelskende kredse, og formen er kendetegnet ved hyppig anvendelse af danseinspirerede satser.
I wienerklassikken fandt sonaten sin mest udbredte form bestående af fire satser:
- allegro
- andante
- menuet eller scherzo
- allegro eller presto